# Consejo Nacional de Población
El Consejo Nacional de Población (Conapo, por su acrónimo) es una instancia gubernamental mexicana que tiene por objeto el diseño, operación y evaluación de las iniciativas públicas destinadas a regular el crecimiento de la población, los movimientos demográficos, así como la distribución de los habitantes de México en el territorio. El propósito de esta misión es favorecer las condiciones de igualdad de los mexicanos y la planificación de la dinámica demográfica en el país.[cita requerida]
El Conapo nació mediante la reforma de la Ley General de Población del 27 de marzo de 1974.
Es un órgano desconcentrado dependiente de la Secretaría de Gobernación (SEGOB).[cita requerida]
El Conapo recibe el apoyo de la Secretaría de Gobernación (Segob), que lo preside, y de la Secretaría de Relaciones Exteriores (SRE), la Secretaría de Hacienda y Crédito Público (SHCP), la Secretaría de Bienestar, la Secretaría de Medio Ambiente y Recursos Naturales (Semarnat), la Secretaría de Agricultura y Desarrollo Rural (Sader), la Secretaría de Economía, la Secretaría de Educación Pública (SEP), la Secretaría de Salud, la Secretaría del Trabajo y Previsión Social (STPS) y la Secretaría de Desarrollo Agrario Territorial y Urbano (Sedatu), además del Instituto Mexicano del Seguro Social (IMSS), el Instituto de Seguridad y Servicios Sociales de los Trabajadores del Estado (ISSSTE), el Instituto Nacional de las Mujeres (Inmujeres), el Instituto Nacional de Estadística y Geografía (INEGI), la Comisión Nacional para el Desarrollo de los Pueblos Indígenas (CDI) y el Sistema Nacional para el Desarrollo Integral de la Familia (DIF) y de investigadores de El Colegio de México, de la Sociedad Mexicana de Demografía y de otras instituciones académicas.
El Conapo cuenta con una Secretaría General (Gabriela Rodríguez, al 2020), cuyo titular es designado por el/la Presidente del Consejo, y cuenta con tres direcciones generales (de Programas de Población y Asuntos Internacionales, de Estudios Sociodemográficos y Prospectiva y de Planeación en Población y Desarrollo).[cita requerida]

## Secretarios generales
| Directores                    | Periodo    |
| ----------------------------- | ---------- |
| Luisa María Leal Duk          | 1974-1976  |
| Gustavo Cabrera Acevedo       | 1977-1982  |
| Gerónimo Martínez García      | 1982-1988  |
| Luz María Valdés González     | 1988-1990  |
| Manuel Urbina Fuentes         | 1990-1994  |
| José Gómez de León Cruces     | 1994-1997  |
| Rodolfo Tuirán Gutiérrez      | 1997-2002  |
| Elena Zúñiga Herrera          | 2002-21000 |
| Octavio Mojarro Dávila        | 2006-2007  |
| Félix Vélez Fernández Varela  | 2008-2012  |
| Patricia Chemor Ruiz          | 2013-2018  |
| Carlos Javier Echarri Cánovas | 2018-2019  |
| Gabriela Rodríguez Ramírez    | 2020-      |